# Mel Triplett
Melvin Christopher Triplett (* 24. Dezember 1930 in Indianola, Mississippi; † 25. Juli 2002 in Toledo, Ohio) war ein US-amerikanischer American-Football-Spieler. Er spielte acht Saisons auf der Position des Runningbacks in der National Football League (NFL).

## Karriere
Triplett spielte von 1951 bis 1954 College Football an der University of Toledo für die Toledo Rockets. Hier entwickelte er sich zu einem Starspieler, obwohl er bereits Vater von fünf Kindern war. Zusätzlich arbeitete neben dem Studium und dem Football in einer 40-Stunden-Woche. Statistiken für seine ersten beiden Saisons existieren nicht. Als Junior konnte er 5,9 Yards pro Lauf erzielen und in seinem Seniorjahr konnte er 5,2 Yards pro Lauf für insgesamt 776 Yards erzielen. Er wurde 1954 zum First-Team All-MAC gewählt und durfte im College All-Star Game gegen den amtierenden NFL-Meister, die Cleveland Browns, spielen. Zum 100-jährigen Jubiläum der Rockets 2017 wurde Triplett auf Platz 8 des All-Century Teams gewählt. Seine Trikotnummer 82 wurde als nur eine von vier von den Rockets gesperrt. Die im September 1955 zurückgezogene Nummer war die erste von den Rockets gesperrte Nummer. 1964 wurde er in die Greater Toledo Athletic Hall of Fame und 1983 in die Varsity 'T' Hall of Fame aufgenommen.
Triplett wurde im NFL Draft 1955 in der fünften Runde von den New York Giants ausgewählt. Er verblieb sechs Jahre in New York und erlief in der Zeit 2.289 Yards. Er konnte elf Touchdowns erlaufen und drei weitere fangen. 1956 gewann er mit den Giants im NFL Championship Game 1956 die Meisterschaft. Triplett wurde dabei zum Offensivspieler des Spiels der Giants gewählt. 1961 wurde er zu den neu gegründeten Minnesota Vikings getauscht. Dort blieb er zwei Saisons, ehe er 1963 zu den Cleveland Browns wechselte. Dort schaffte er es jedoch letztlich nicht ins Team.

## Persönliches
Triplett wurde als zweites von zwölf Kindern geboren. Sein Bruder Bill Triplett spielte elf Saisons in der NFL. Er wurde zweimal geschieden. An Neujahr 1964 brannte sein Haus in Detroit mitsamt dem Großteil seiner Footballandenken ab. An Ostern im Jahr zuvor erlitt er in einem Streit mit seiner damaligen Frau eine Schusswunde in die Hand, lehnte es aber ab sie verhaften zu lassen. Nach seiner Karriere im Profifootball arbeitete er in einer Brauerei und leitete ein staatliches Trainingsprogramm. Sein Enkel Keith spielte für die Rockets College Basketball. Mel Triplett verstarb im Juli 2002 in einem Pflegeheim in Toledo, wo er sich seit Februar 2002 wegen Gangrän und Diabetes aufhielt. Zum Zeitpunkt seines Todes wurde er von fünf Töchtern, sieben Söhnen, acht Schwestern, einem Bruder und über fünfzig Enkelkindern überlebt.

## Wissenswertes
Kareem Abdul-Jabbar wählte seine Trikotnummer nach Triplett, da Triplett Abdul-Jabbars Lieblingsspieler war.